# Accurti
Accurti je priimek več oseb:
- Alois von Accurti, avstro-ogrski general
- Michael Accurti von Königsfels, avstro-ogrski general
- Dragutin Accurti, hrvaški politik in publicist